# Pamela Sue Martin
Pamela Sue Martin (Westport, 5 januari 1953) is een Amerikaans actrice.

## Carrière
Martin werd op 17-jarige leeftijd model en maakte haar filmdebuut in To Find a Man (1972). In datzelfde jaar speelde ze tegenover Gene Hackman in de rampenfilm The Poseidon Adventure. Na rollen in andere films en televisiefilms, brak ze in 1977 door met de rol van Nancy Drew in de serie The Hardy Boys/Nancy Drew Mysteries.
Na gastverschijningen in The Love Boat en Fantasy Island, speelde Martin van 1981 tot en met 1984 de rol van Fallon Carrington Colby in de soapserie Dynasty. Er volgden rollen in televisiefilms en in de film A Cry in the Wild (1990). Na een rustiger periode nam Martin in 2002 haar acteerwerk weer op met gastrollen in That '70s Show en The L Word. En speelde ze in de films Soupernatural (2010) en Mc Taggart's Fortune (2014).
Naast acteren heeft Martin ook een eigen theaterbedrijf.
Ze poseerde in de editie van Playboy van juli 1978.
Martin is drie keer getrouwd geweest en heeft een zoon.